# Eskatologi
 Ikke at forveksle med skatologi.
Eskatologi (af gr. eschatos, "yderst") betyder "læren om de sidste tider", verdens undergang, dommedag og en ny verden. Religiøse bevægelser,  der lægger særlig vægt på eskatologiske forestillinger, kaldes millenaristiske.

## Eskatologi i kristendommen
Bibelen bygger på en lineær historieforståelse, som skrider frem mod et mål (i modsætning til en cyklisk forståelse). Gud styrer historien mod den endelige opfyldelse af den hensigt, han har med hele sin skabelse. Den bibelske eskatologi er altså ikke begrænset til det enkelte menneskes skæbne; den er optaget af hele verdenshistoriens opfyldelse, som alle Guds frelseshandlinger i historien er rettet mod.
Den kristne kirke lever mellem det allerede opfyldte mål, nemlig Jesu død og opstandelse og begivenhederne i de sidste tider ved Jesu genkomst. Der er beretninger med eskatologisk indhold i Det Nye Testamente i bl.a. Mattæusevangeliet, kapitel 24 og 25 og i Johannes' Åbenbaring.
Typisk for den bibelske eskatologi er, at beretningerne er komplicerede intertekstuelle konstruktioner – f.eks. er Mattæusevangeliets eskatologi baseret på Daniels Bog, der selv benytter andre gammeltestamentlige kilder som Zakarias' Bog, Jeremias' Bog og Esajas' Bog.

## Eskatologi i nordisk mytologi
Den nordiske mytologi rummer en eskatologisk vision kendt som Ragnarok i det oldislandske kvad Völuspá (vølvens spådom) og i Snorre Sturlassons rammefortælling Gylfaginning.

## Eskatologi i andre religioner

### Amerikansk naturreligion
Blandt den oprindelige befolkning i Amerika, indianerne, findes flere eskatalogier. De fleste er hverken særlig eksplicitte om tidpunkt eller konkrete begivenheder. I flere af disse eskatologiske beretninger deltager antropomorficerede dyr, forfædre/krigere og "store hvide mænd". Se fx Åndedans.